# Schwerkraftabscheider
Ein Schwerkraftabscheider ist ein Apparat zur Abscheidung von Partikeln bzw. Stäuben aufgrund von Schwerkraft. Die zu den Massenkraftabscheidern zählenden Schwerkraftabscheider werden häufig zur Grobentstaubung bei der Abgasreinigung eingesetzt.

## Wirkprinzip und Bauformen
Das Wirkprinzip von Schwerkraftabscheidern beruht darauf, dass die im Gas suspendierten Partikel aufgrund von Schwerkraft der Strömungsbewegung nicht mehr folgen können und an Einbauten oder Wandungen abgeschieden werden. Die am häufigsten verwendeten Ausführungen werden je nach Anordnung in
- Schwerkraft-Gegenstromabscheider und
- Schwerkraft-Querstromabscheider

unterschieden. 
Beiden Apparatetypen ist gemein, dass die staubbeladene Gasströmung durch den Eintritt in den Apparat in der Regel eine Verlangsamung und somit eine Erhöhung der Verweilzeit im System erfährt. Durch eine Relativbewegung der Partikel quer zur Strömungsrichtung (Querstromabscheider) oder entgegen der Strömungsrichtung (Gegenstromabscheider) werden diese teilweise abgeschieden. Die Sedimentationsgeschwindigkeit {\displaystyle v_{s}} der Partikel lässt sich wie folgt beschreiben:
{\displaystyle v_{s}=d^{2}\cdot {\frac {\Delta \rho \cdot g}{18\cdot \eta }}}
mit: d Partikeldurchmesser, {\displaystyle \Delta \rho } Dichtedifferenz Partikel-Gas, g  Erdbeschleunigung, {\displaystyle \eta } Viskosität des Gases.
Schwerkraftabscheider werden  bevorzugt zur Grobentstaubung eingesetzt, da erst bei Partikeldurchmessern von einigen hundert Mikrometern (µm) eine zur Abscheidung akzeptable Sedimentationsgeschwindigkeit erreicht wird. Um eine Verlangsamung der Strömung zu erreichen, erfordern sie große Bauvolumina. Aufgrund ihrer einfachen Bauart und des geringen Druckverlusts verursachen Schwerkraftabscheider niedrige Investitions- und Betriebskosten. In Folge von Verwirbelungen und ungleichmäßigen Geschwindigkeitsprofilen sind die Trennkurven von Schwerkraftabscheidern in der Regel unscharf.
Beim Gegenstromabscheider wird der Apparat senkrecht entgegen der Schwerkraftrichtung von dem zu reinigenden Gas durchströmt. Dabei erfahren die Partikel eine Relativbewegung entgegen der Strömungsrichtung. Partikel werden dann abgeschieden, wenn die Relativgeschwindigkeit der Partikel größer ist als die Strömungsgeschwindigkeit.
Im Querstromabscheider wird der Apparat horizontal von dem zu reinigenden Gas durchströmt. Die in ihm enthaltenen Partikel sedimentieren senkrecht zur Strömungsrichtung. Partikel werden dann abgeschieden, wenn sie soweit sedimentiert sind, dass sie nicht mehr ausgetragen werden können.